# Inki
Inki est un personnage des cartoons Looney Tunes. Ce tout jeune  chasseur noir a été créé par Chuck Jones, et sa première apparition date de 1939 dans le dessin animé The Little Lion Hunter.

## Description
Inki est un petit chasseur africain noir, vêtu d'un pagne. Il porte un anneau ou parfois un gros os dans ses cheveux crépus, des boucles d'oreilles et des bracelets. Il a l'habitude de chasser seul à la sagaie différentes proies, mais souvent il devient lui-même la proie de l'animal chassé. Le personnage vit toute une palette d'émotions mais est pratiquement muet.
Bien que le personnage soit celui de Chuck Jones, le design d'Inki a été conçu par Charlie Thorson.

## Filmographie
Inki n'apparaît majoritairement que dans cinq dessins animés. Du fait de la représentation caricaturale des noirs avant 1960, supposée offensante, les directeurs de programmes de chaînes télévisées hésitent à rediffuser ces cinq cartoons. Peu rediffusés durant les années 1970, ils disparaissent pratiquement des écrans après 1990.    

### 1939
The Little Lion Hunter

### 1941
Inki et le Lion (Inki and the Lion)

### 1943
Inki et l'Oiseau Minah (Inki and the Minah Bird)

### 1947
Inki au cirque (Inki at the Circus)

### 1950
Caveman Inki